# Quảng Đà
Quảng Đà là một tỉnh cũ ở ven biển Trung Trung Bộ Việt Nam.

## Hành chính
Tỉnh Quảng Đà gồm có thị xã Hội An và 7 huyện: Hòa Vang, Đại Lộc, Điện Bàn, Duy Xuyên, Hiên, Giằng.

## Lịch sử
Ngày 31 tháng 7 năm 1962, Chính phủ Việt Nam Cộng hòa ra sắc lệnh 162-NV chia tỉnh Quảng Nam thành hai tỉnh là Quảng Nam và Quảng Tín. Ngay sau đó, Ủy ban Kháng chiến Quảng Nam chấp hành Nghị quyết của Khu ủy V chia tỉnh Quảng Nam thành hai đơn vị hành chính là tỉnh Quảng Nam và tỉnh Quảng Đà.
Tháng 11 năm 1967, Khu ủy V ra quyết định hợp nhất tỉnh Quảng Đà và thành phố Đà Nẵng thành Đặc khu Quảng Đà.
Tháng 2 năm 1976, tỉnh Quảng Nam và Đặc khu Quảng Đà sáp nhập thành tỉnh Quảng Nam - Đà Nẵng.